# Black Book
Black Book (Zwartboek) è un film del 2006 diretto da Paul Verhoeven, ambientato durante la seconda guerra mondiale.

## Trama
La cantante ebrea Rachel Stein fugge da Berlino per rifugiarsi nei Paesi Bassi con la famiglia. Ma, alla fine del 1944, la minaccia nazista continua ad incombere, dapprima con la distruzione del loro rifugio, poi con l'attacco al battello con cui tentano di fuggire nel sud dei Paesi Bassi, già liberato dagli alleati. Solo Rachel scampa alla strage dei suoi.
Riparata all'Aia, assume l'identità di Ellis de Vries e si unisce alla resistenza. Avvalendosi dell'aspetto e della sua capacità canora, le viene dato l'incarico di sedurre Ludwig Müntze, capitano delle SS, per conoscere le prossime mosse dell'esercito tedesco. Müntze capisce che Rachel è ebrea, ma non la denuncia, e Rachel si innamora di lui, diverso dai suoi camerati, crudeli e spietati. Inoltre scopre che nella resistenza vi sono dei traditori. La situazione precipita quando viene smascherata dalle SS e fatta passare per una traditrice dei partigiani. 
Rachel riesce a fuggire con Müntze, ma lui viene fucilato e lei imprigionata come collaborazionista, subendo angherie e violenze. Liberata da Hans, uno dei leader della resistenza, Rachel scopre che è lui la talpa che ha mandato a morte centinaia di ebrei, sottraendo loro denaro e preziosi con false promesse. Hans tenta di ucciderla iniettandole dell'insulina, ma Rachel riesce a salvarsi, a fuggire, e a dimostrare la propria innocenza. All'inseguimento del fuggitivo Hans, lo trova nascosto in una bara con la refurtiva. Rachel vendica se stessa e le altre vittime sigillando la bara e condannandolo alla morte per soffocamento.
Anni dopo, in un kibbutz israeliano, Rachel si è rifatta una famiglia ma, come in gioventù, deve correre ai rifugi, questa volta per salvarsi da un bombardamento arabo.

## Distribuzione
Il film risultò essere la più costosa produzione olandese, per oltre 20 milioni di euro, diventando il maggior successo domestico del 2006. Al 27 maggio 2007 aveva totalizzato oltre 1.000.000 di spettatori nei Paesi Bassi, incassando 10.058.486 euro. Ha inoltre incassato più di 4 milioni di dollari negli USA, più di 1 milione di sterline in Gran Bretagna e oltre 7 milioni di euro nel resto del mondo.

## Premi e riconoscimenti
- 2006 Nomination Leone d'oro alla Mostra internazionale d'arte cinematografica di Venezia
- 2007 Nomination BAFTA Film Award come miglior film in lingua inglese

## Galleria d'immagini

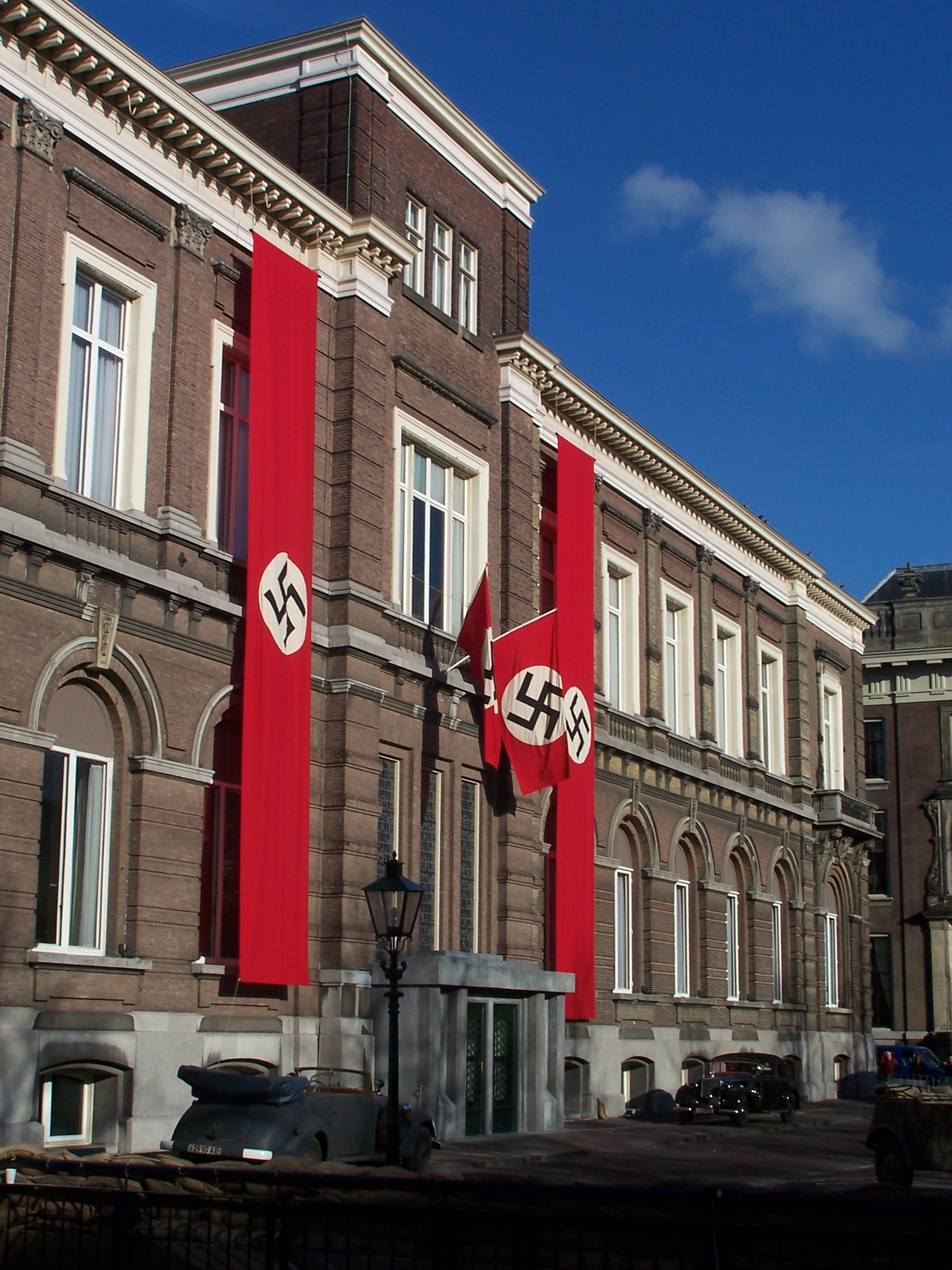
Il set del film
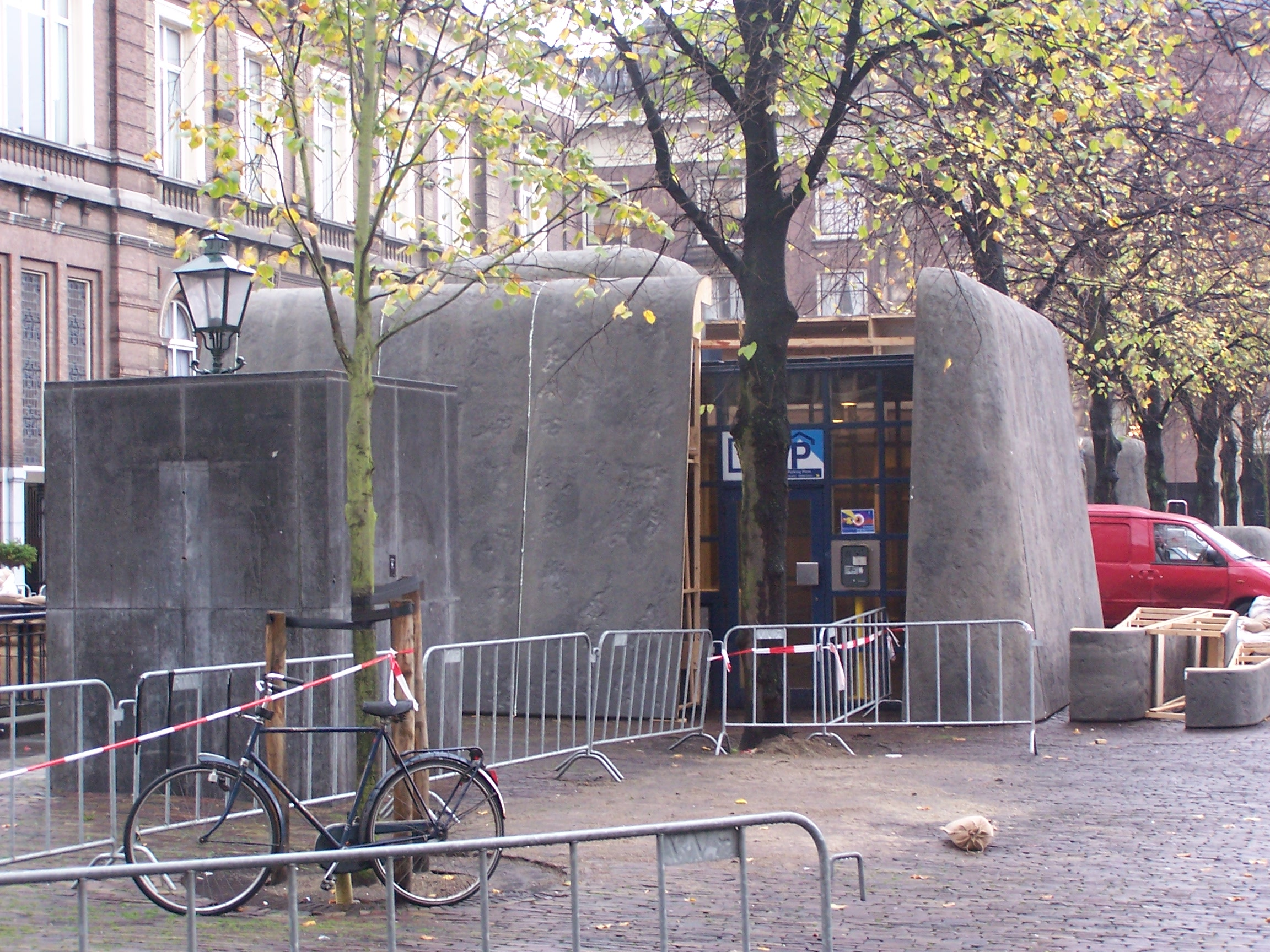
L'entrata di un parcheggio camuffata da bunker
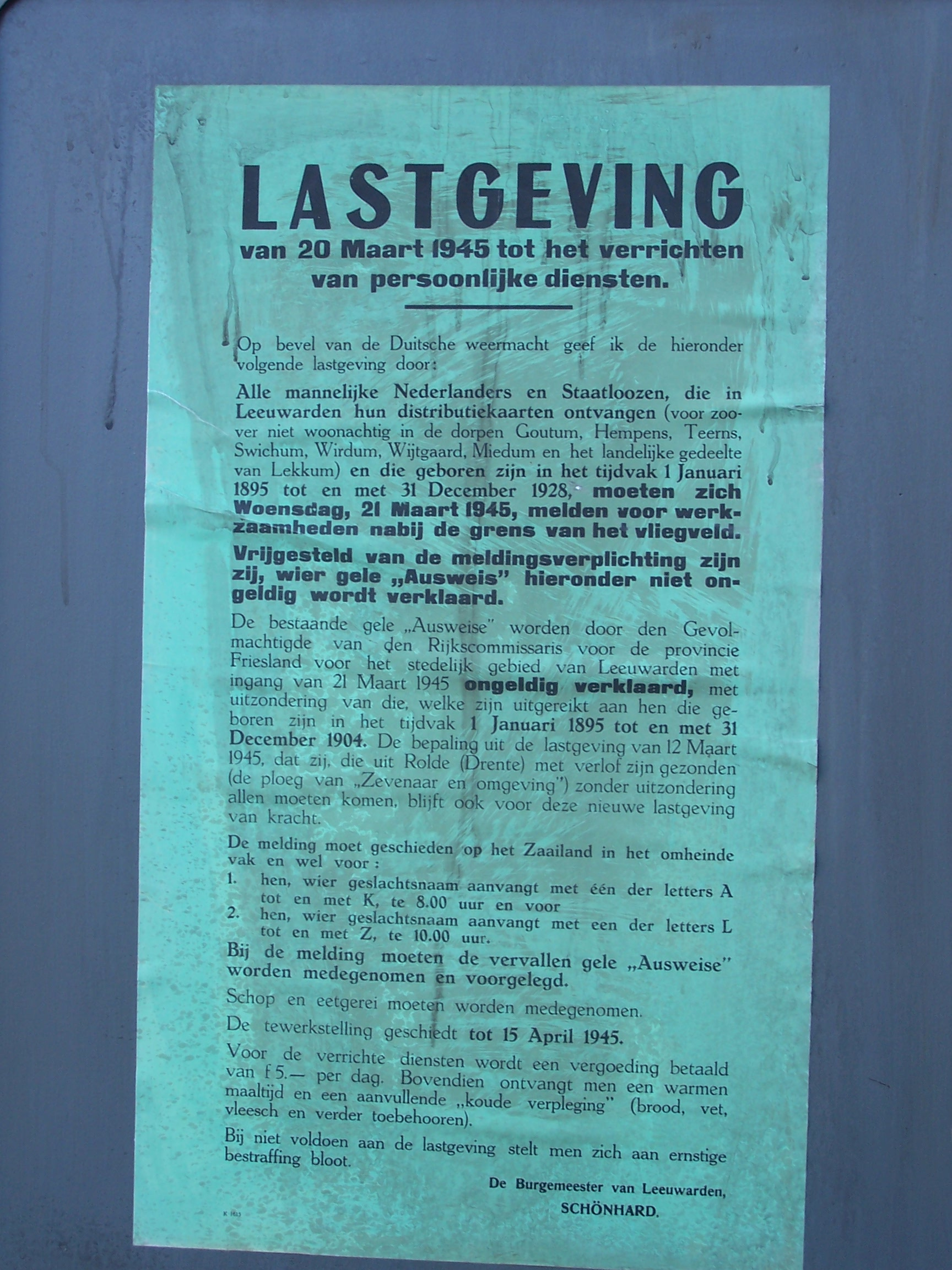
Un manifesto del 1945 sul set del film